# Exmouth Shire
Koordinaten: 21° 56′ S, 114° 7′ O

Das Shire of Exmouth ist ein lokales Verwaltungsgebiet (LGA) im australischen Bundesstaat Western Australia. Das Gebiet ist 6488 km² groß und hat etwa 3100 Einwohner (2021).
Exmouth liegt im Nordwesten des Staates an der australischen Westküste etwa 1100 Kilometer nördlich der Hauptstadt Perth. Der Sitz des Shire Councils befindet sich in der Stadt Exmouth, wo etwa 2800 Einwohner leben (2021). Weitere Ortschaften des Shires sind Exmouth Gulf, Learmonth, North West Cape und Ningaloo.

## Verwaltung
Der Exmouth Council hat sieben Mitglieder. Der Ratsvorsitzende (Shire President), sein Stellvertreter und fünf Councillor werden von allen Bewohnern des Shires gewählt. Exmouth ist nicht in Bezirke unterteilt.